# Piper landakanum
Piper landakanum är en pepparväxtart som beskrevs av C. Dc.. Piper landakanum ingår i släktet Piper och familjen pepparväxter. Inga underarter finns listade i Catalogue of Life.